# Willies
Willies est une commune française du département du Nord (59), en région Hauts-de-France, dans l'Avesnois.

## Géographie

### Localisation
Willies se situe dans le Sud-Est du département du Nord (Hainaut) au cœur du parc naturel régional de l'Avesnois. L'Avesnois est de tradition bocagère et de relief un peu vallonné dans le Sud-Est (au début des contreforts des Ardennes), dite « petite Suisse du Nord ».

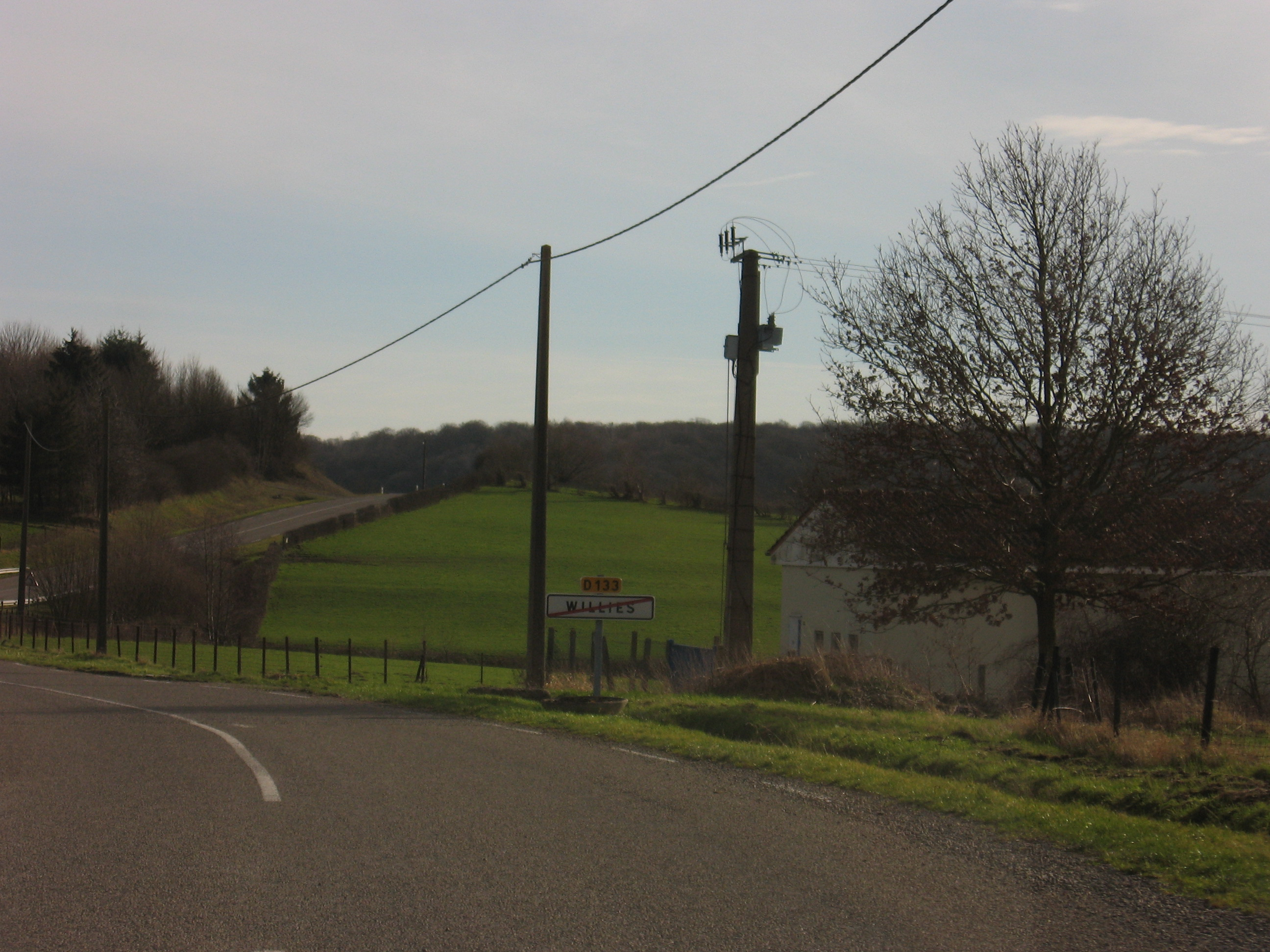
Paysage de la commune.

En fait, Willies fait partie administrativement de l'Avesnois, géologiquement des Ardennes, historiquement du Hainaut et ses paysages rappellent la Thiérache.
La commune se trouve à 110 km de Lille (préfecture du Nord), Bruxelles (Belgique) ou Reims (Marne), à 55 km de Valenciennes, Mons (B), 40 km de Charleroi (B), à 15 km d'Avesnes-sur-Helpe (sous-préfecture) et 10 km de Fourmies. La frontière avec la Belgique est à quelques kilomètres.

### Communes limitrophes
|          | Felleries | Clairfayts   |
| Liessies | Willies   | Eppe-Sauvage |
|          |           | Trélon       |

### Environnement
Malgré la présence du barrage qui a fortement artificialisé le cours de l'Helpe, la commune bénéficie d'un contexte naturel d'une richesse inhabituelle pour cette région industrielle et d'agriculture intensive.
Ce contexte la place dans une zone qui est un cœur d'habitat de la trame verte et bleue régionale qui décline localement la trame verte du Grenelle de l'environnement et le réseau écologique paneuropéen.
De nombreuses espèces rares et/ou protégées peuvent encore y être observées mais quelques espèces invasives comme l'écrevisse américaine sont enregistrées et des pressions importantes sur l'environnement.
En 2008, la commune est concernée par les classements suivants : 
- zone vulnérable au titre de la directive nitrate ;
- zone de protection spéciale (Directive Oiseau) ;
- zone Natura 2000 (pSIC avril 2002 / site 38 Forêts bois, étangs et bocage herbager de la Fagne et du Plateau d'Anor SPN n° 511) ;
- zone inondable (cf Atlas des zones inondables) ;
- Parc naturel régional (PNR), et zone de protection du patrimoine architectural, urbain et paysager (ZPPAU) depuis le 29 juillet 1995 ;
- zone d'importance communautaire pour les oiseaux (ZICO) pour le domaine : forêts de Thiérache (Trélon, Fourmies, Hirson, Saint-Michel).

Le bois de la Garde de Belleux et le bois du Cheneau sont des ZNIEFF de type I, comme la forêt domaniale du Val-Joly, le bois de Nostrimont, le bois de Fetru et la forêt domaniale de Bois l'Abbé et ses lisières ; le complexe écologique de la Fagne forestière est classé en ZNIEFF de type II (En savoir plus).

### Hydrographie

#### Réseau hydrographique
La commune est située dans le bassin Artois-Picardie. Elle est drainée par l'Helpe Majeure, le ruisseau d'Orbay, la Willies, le Culot et le Rieu Trouble,,.
L'Helpe Majeure, d'une longueur de 69 km, prend sa source dans la commune de Ohain et se jette  dans la Sambre canalisée à Noyelles-sur-Sambre, après avoir traversé 18 communes. Les caractéristiques hydrologiques de l'Helpe Majeure sont données par la station hydrologique située sur la commune. Le débit moyen mensuel est de 2,35 m3/s. Le débit moyen journalier maximum est de 52,7 m3/s, atteint lors de la crue du 16 juillet 2021. Le débit instantané maximal est quant à lui de 61,6 m3/s, atteint le même jour.

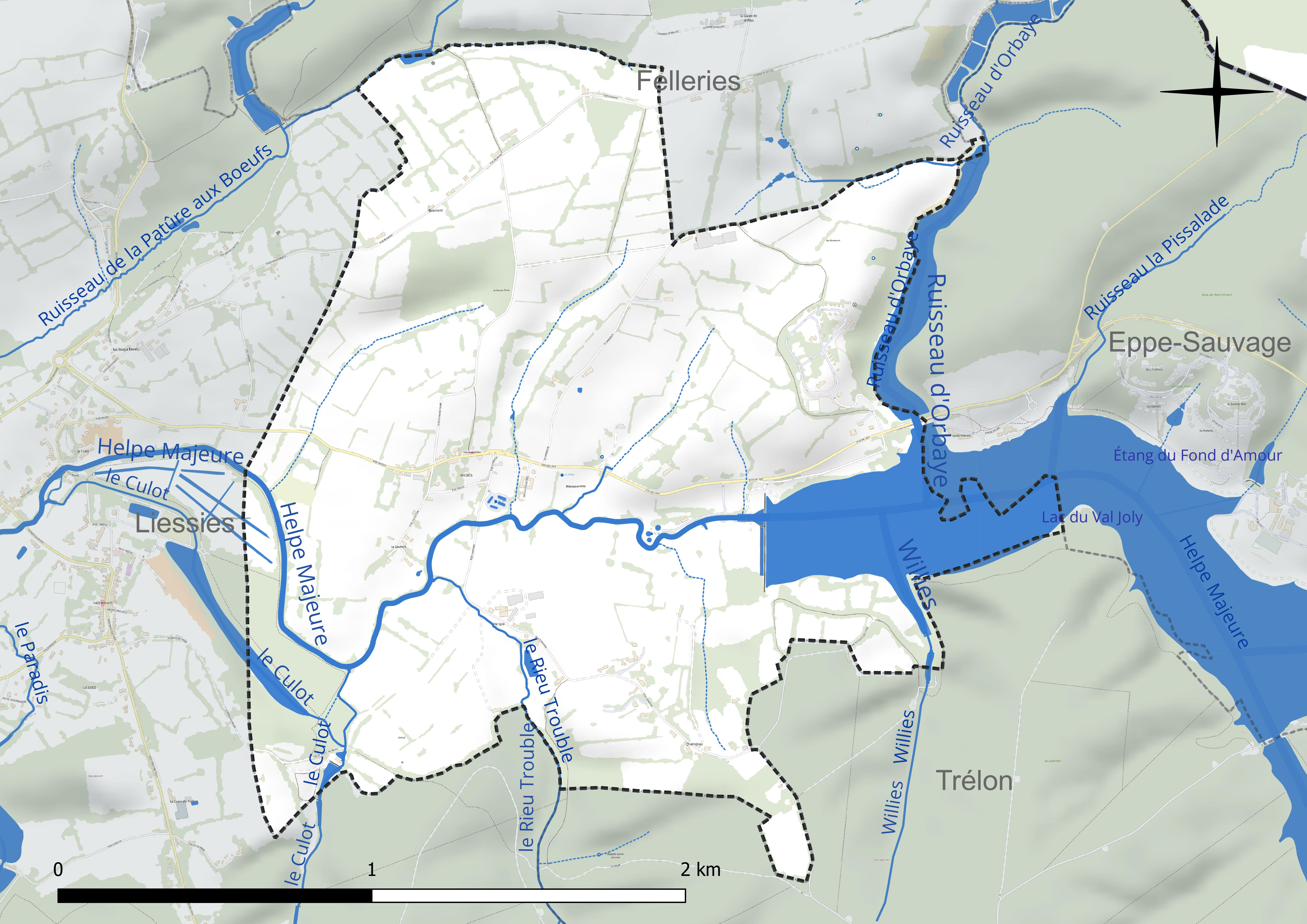
Réseau hydrographique de Willies.

Un plan d'eau complète le réseau hydrographique : le lac du Val Joly, d'une superficie totale de 149,8 ha (26,6 ha sur la commune),.

#### Gestion et qualité des eaux
Le territoire communal est couvert par le schéma d'aménagement et de gestion des eaux (SAGE) « Sambre ». Ce document de planification concerne un territoire de 1 253 km2 de superficie, délimité par le bassin versant de la Sambre. Le périmètre a été arrêté le 1er novembre 2003 et le SAGE proprement dit a été approuvé le 21 septembre 2012, puis modifié le 18 août 2022. La structure porteuse de l'élaboration et de la mise en œuvre est le syndicat mixte du Parc naturel régional de l'Avesnois. 
La qualité des cours d'eau peut être consultée sur un site dédié géré par les agences de l'eau et l'Agence française pour la biodiversité. 

### Climat
Pour des articles plus généraux, voir Climat des Hauts-de-France et Climat du Nord.
En 2010, le climat de la commune est de type climat des marges montargnardes, selon une étude du CNRS s'appuyant sur une série de données couvrant la période 1971-2000. En 2020, Météo-France publie une typologie des climats de la France métropolitaine dans laquelle la commune est exposée à un climat océanique altéré et est dans la région climatique Nord-est du bassin Parisien, caractérisée par un ensoleillement médiocre, une pluviométrie moyenne régulièrement répartie au cours de l'année et un hiver froid (3 °C).
Pour la période 1971-2000, la température annuelle moyenne est de 9,6 °C, avec une amplitude thermique annuelle de 15 °C. Le cumul annuel moyen de précipitations est de 892 mm, avec 13,1 jours de précipitations en janvier et 9,9 jours en juillet. Pour la période 1991-2020, la température moyenne annuelle observée sur la station météorologique la plus proche, située sur la commune de Saint-Hilaire-sur-Helpe à 14 km à vol d'oiseau, est de 10,5 °C et le cumul annuel moyen de précipitations est de 802,4 mm,. Pour l'avenir, les paramètres climatiques de la commune estimés pour 2050 selon différents scénarios d'émission de gaz à effet de serre sont consultables sur un site dédié publié par Météo-France en novembre 2022.

## Urbanisme

### Typologie
Au 1er janvier 2024, Willies est catégorisée commune rurale à habitat dispersé, selon la nouvelle grille communale de densité à sept niveaux définie par l'Insee en 2022.
Elle est située hors unité urbaine et hors attraction des villes,.

### Occupation des sols
L'occupation des sols de la commune, telle qu'elle ressort de la base de données européenne d'occupation biophysique des sols Corine Land Cover (CLC), est marquée par l'importance des territoires agricoles (81,1 % en 2018), une proportion identique à celle de 1990 (81,1 %). La répartition détaillée en 2018 est la suivante : 
prairies (81,1 %), espaces verts artificialisés, non agricoles (9,2 %), eaux continentales (6,4 %), forêts (3,3 %). L'évolution de l'occupation des sols de la commune et de ses infrastructures peut être observée sur les différentes représentations cartographiques du territoire : la carte de Cassini (XVIIIe siècle), la carte d'état-major (1820-1866) et les cartes ou photos aériennes de l'IGN pour la période actuelle (1950 à aujourd'hui).

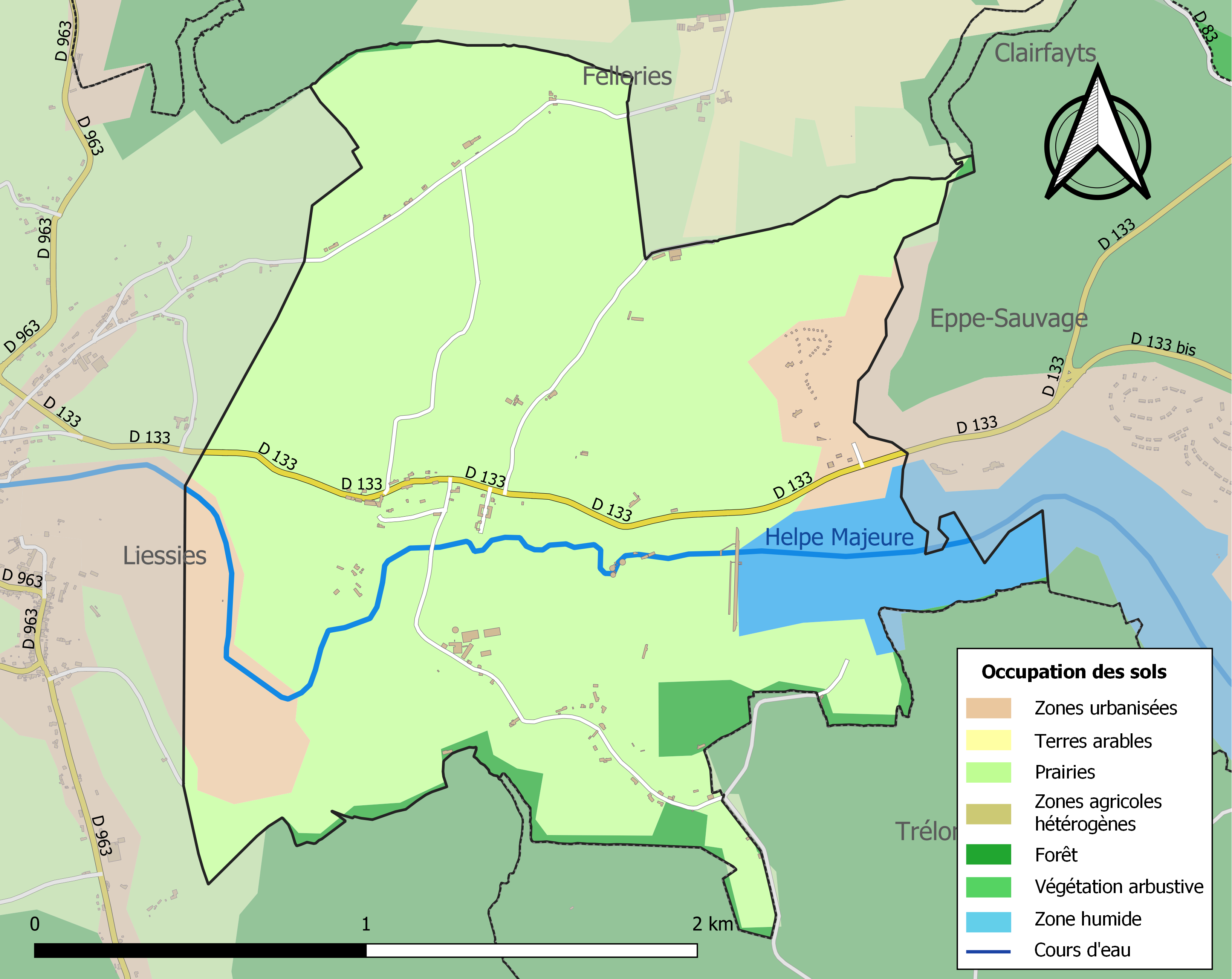
Carte des infrastructures et de l'occupation des sols de la commune en 2018 (CLC).

## Toponymie
- Noms anciens : Wilheis (640, Diplôme de Dagobert, roi de France, Miroeus I, 489), Wilhies (697, Tit. de l'abb. de Lobbes, Miroeus III , 283), Villis (1151, Cart.. de l'abb. de Maroilles), Willies (1643, Acte féodal de la pairie d'Avesnes) - Sources : Bulletin de la commission historique du département du Nord - 1866.
- Il semble que la localité doive son nom à la présence d'une villa gallo-romaine sur son territoire.

## Histoire
- 843 : le traité de Verdun partage de l'empire carolingien entre les trois petits fils de Charlemagne et octroie à Lothaire I, la Francie médiane qui comprend le Hainaut avec le village de Willies ;
- 855 : le traité de Prüm partage la Francie médiane entre les trois fils de Lothaire I, le Comté de Hainaut est alors rattaché à la Lotharingie dont hérite Lothaire II ;
- 870 : le traité de Meerssen après la mort de Lothaire II donne une partie de la Lotharingie dont fait partie le Comté de Hainaut à la Francie occidentale ;
- 880 :  avec le traité de Ribemont, le comté de Hainaut est rattaché à la Francie orientale qui deviendra le Saint-Empire romain germanique en 962 ;
- Avec les conquêtes de Louis XIV, la commune fait ensuite partie du royaume de France ;
- En ...1343-49..., Marie d'ENCRE, dame d'Auxy, et aussi dame de Willies. (acte du parlement de Paris contre les prieurs et frères OSJ du prieuré de France. Archives nationales)
- En 1626, le village était compris dans le marquisat de Trélon ;
- En 1790, Willies fait partie du département du Nord ;
- Elle est instituée en 1793 commune, fait partie intégrante du département du Nord,du district d'Avesnes et du canton de Trélon[20] ;
- Au XVIIIe siècle, Willies n'est qu'un hameau dont les jardins étaient entourés de haies qui les séparaient des champs périphériques. Le village est construit dans une trouée d'essartage de la forêt d'Avesnes (Haie d'Avesnes), le long de l'Helpe majeure, en aval de Liessies. À l'est de la commune, un secteur linéaire de prairies humides et de landes à bruyères conduisait le long de la rivière à une forge dite « Forge d'enfer » ;
- La bruyère, la vallée et la forge ont été noyés au XXe siècle par la mise en eau du barrage du Val Joly.

## Politique et administration

### Rattachements administratifs et électoraux
La commune se trouve dans l'arrondissement d'Avesnes-sur-Helpe du département du Nord. Pour l'élection des députés, elle fait partie depuis 2012 de la troisième circonscription du Nord.
Elle faisait partie depuis 1793 du canton de Trélon. Dans le cadre du redécoupage cantonal de 2014 en France, Willies est intégrée au canton de Fourmies.

### Intercommunalité
Willies était membre de la communauté de communes Guide du pays de Trélon, créée fin 1992.
Celle-ci fusionne avec sa voisine pour former le 1er janvier 2017 la communauté de communes du Sud Avesnois, dont est désormais membre la commune.

### Liste des maires
Maire de 1802 à 1807 : Ignace Boutée,.
| Période                                  | Période   | Identité            | Étiquette | Qualité                                                            |
| ---------------------------------------- | --------- | ------------------- | --------- | ------------------------------------------------------------------ |
| Les données manquantes sont à compléter. |           |                     |           |                                                                    |
| 1965                                     | mars 2001 | Benoît Desmarescaux |           | Membre du syndicat mixte du Val Joly                               |
| mars 2001                                | 2017      | Laurent Méresse     |           | Démissionnaire                                                     |
| septembre 2017                           | mars 2020 | Bruno Lallemant     |           | Directeur de l'association les Francas du Nord Décédé en fonctions |
| 2020                                     | En cours  | Patrick Landa       |           |                                                                    |

## Population et société

### Démographie

#### Évolution démographique
L'évolution du nombre d'habitants est connue à travers les recensements de la population effectués dans la commune depuis 1793. Pour les communes de moins de 10 000 habitants, une enquête de recensement portant sur toute la population est réalisée tous les cinq ans, les populations de référence des années intermédiaires étant quant à elles estimées par interpolation ou extrapolation. Pour la commune, le premier recensement exhaustif entrant dans le cadre du nouveau dispositif a été réalisé en 2004.

En 2022, la commune comptait 128 habitants, en évolution de −16,88 % par rapport à 2016 (Nord : +0,51 %, France hors Mayotte : +2,11 %).
| 1793 | 1800 | 1806 | 1821 | 1831 | 1836 | 1841 | 1846 | 1851 |
| ---- | ---- | ---- | ---- | ---- | ---- | ---- | ---- | ---- |
| 312  | 295  | 342  | 399  | 498  | 495  | 516  | 543  | 542  |

| 1856 | 1861 | 1866 | 1872 | 1876 | 1881 | 1886 | 1891 | 1896 |
| ---- | ---- | ---- | ---- | ---- | ---- | ---- | ---- | ---- |
| 505  | 456  | 407  | 335  | 297  | 271  | 252  | 229  | 218  |

| 1901 | 1906 | 1911 | 1921 | 1926 | 1931 | 1936 | 1946 | 1954 |
| ---- | ---- | ---- | ---- | ---- | ---- | ---- | ---- | ---- |
| 201  | 185  | 182  | 215  | 199  | 189  | 165  | 154  | 140  |

| 1962 | 1968 | 1975 | 1982 | 1990 | 1999 | 2004 | 2006 | 2009 |
| ---- | ---- | ---- | ---- | ---- | ---- | ---- | ---- | ---- |
| 134  | 137  | 107  | 105  | 128  | 139  | 145  | 143  | 165  |

| 2014 | 2019 | 2022 | - | - | - | - | - | - |
| ---- | ---- | ---- | - | - | - | - | - | - |
| 156  | 136  | 128  | - | - | - | - | - | - |

#### Pyramide des âges
La population de la commune est relativement jeune.
En 2018, le taux de personnes d'un âge inférieur à 30 ans s'élève à 34,6 %, soit en dessous de la moyenne départementale (39,5 %). À l'inverse, le taux de personnes d'âge supérieur à 60 ans est de 22,8 % la même année, alors qu'il est de 22,5 % au niveau départemental.
En 2018, la commune comptait 69 hommes pour 73 femmes, soit un taux de 51,41 % de femmes, légèrement inférieur au taux départemental (51,77 %).
Les pyramides des âges de la commune et du département s'établissent comme suit.
| Hommes | Classe d’âge | Femmes |
| ------ | ------------ | ------ |
| 0,0    | 90 ou +      | 0,0    |
| 3,0    | 75-89 ans    | 10,0   |
| 19,7   | 60-74 ans    | 12,9   |
| 16,7   | 45-59 ans    | 25,7   |
| 24,2   | 30-44 ans    | 18,6   |
| 15,2   | 15-29 ans    | 10,0   |
| 21,2   | 0-14 ans     | 22,9   |

| Hommes | Classe d’âge | Femmes |
| ------ | ------------ | ------ |
| 0,5    | 90 ou +      | 1,4    |
| 5,3    | 75-89 ans    | 8,1    |
| 14,8   | 60-74 ans    | 16,2   |
| 19,1   | 45-59 ans    | 18,4   |
| 19,5   | 30-44 ans    | 18,7   |
| 20,7   | 15-29 ans    | 19,1   |
| 20,2   | 0-14 ans     | 18     |

## Culture locale et patrimoine

### Lieux et monuments
- Le barrage hydroélectrique du Val Joly est le plus grand de la Région nord-Pas de Calais, et le seul qui ait une production significative d'électricité, le reste de la région étant en raison d'une faible déclivité peu propice à la production hydroélectrique. Il a permis l'installation d'une base nautique sur le lac.

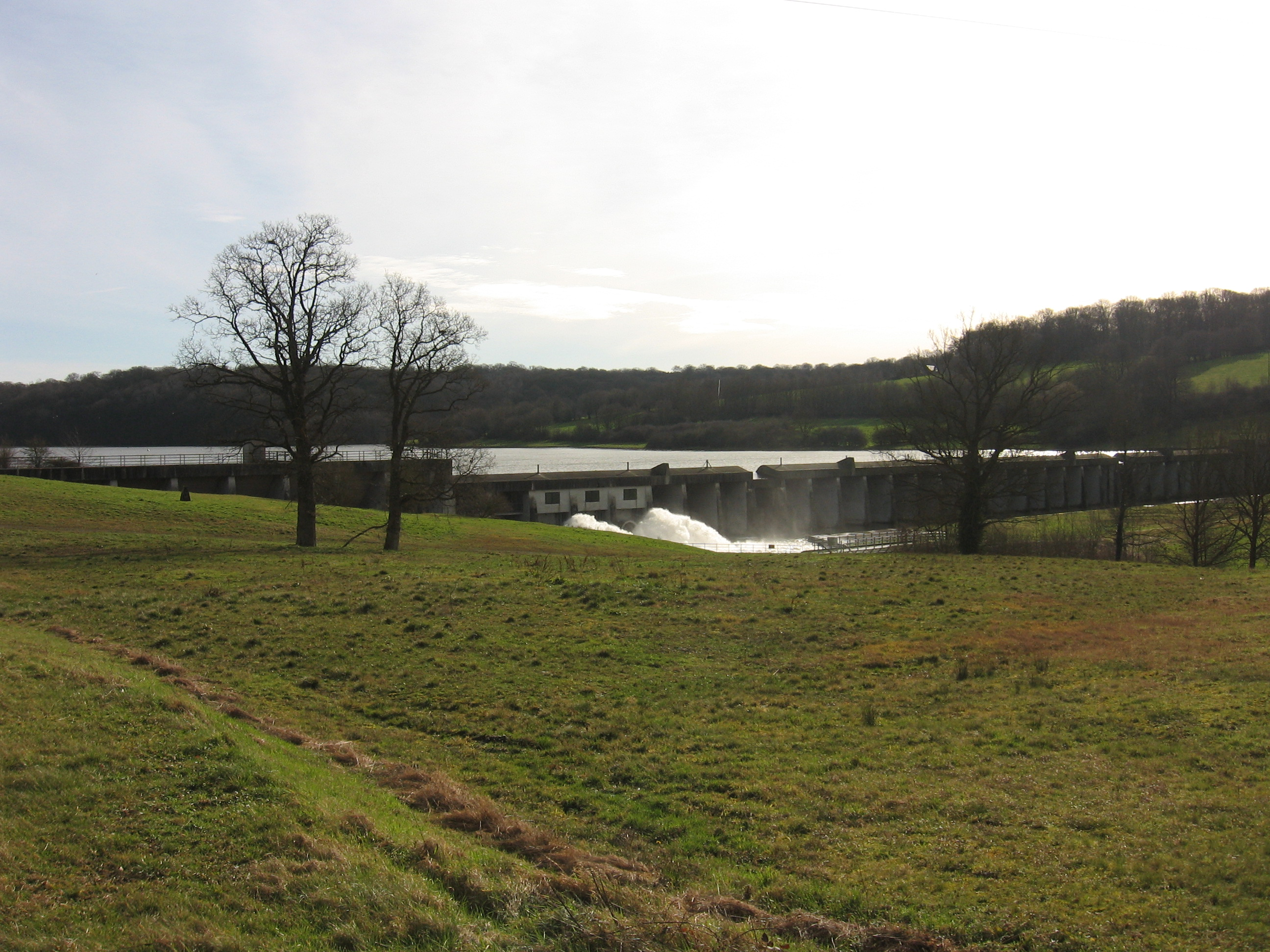
Barrage hydroélectrique du Val Joly, à l'est de Willies.
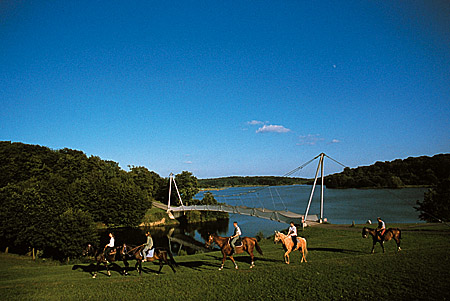
Le barrage du Val Joly, une nouvelle structure touristique.

- La fontaine de Sainte-Hiltrude.

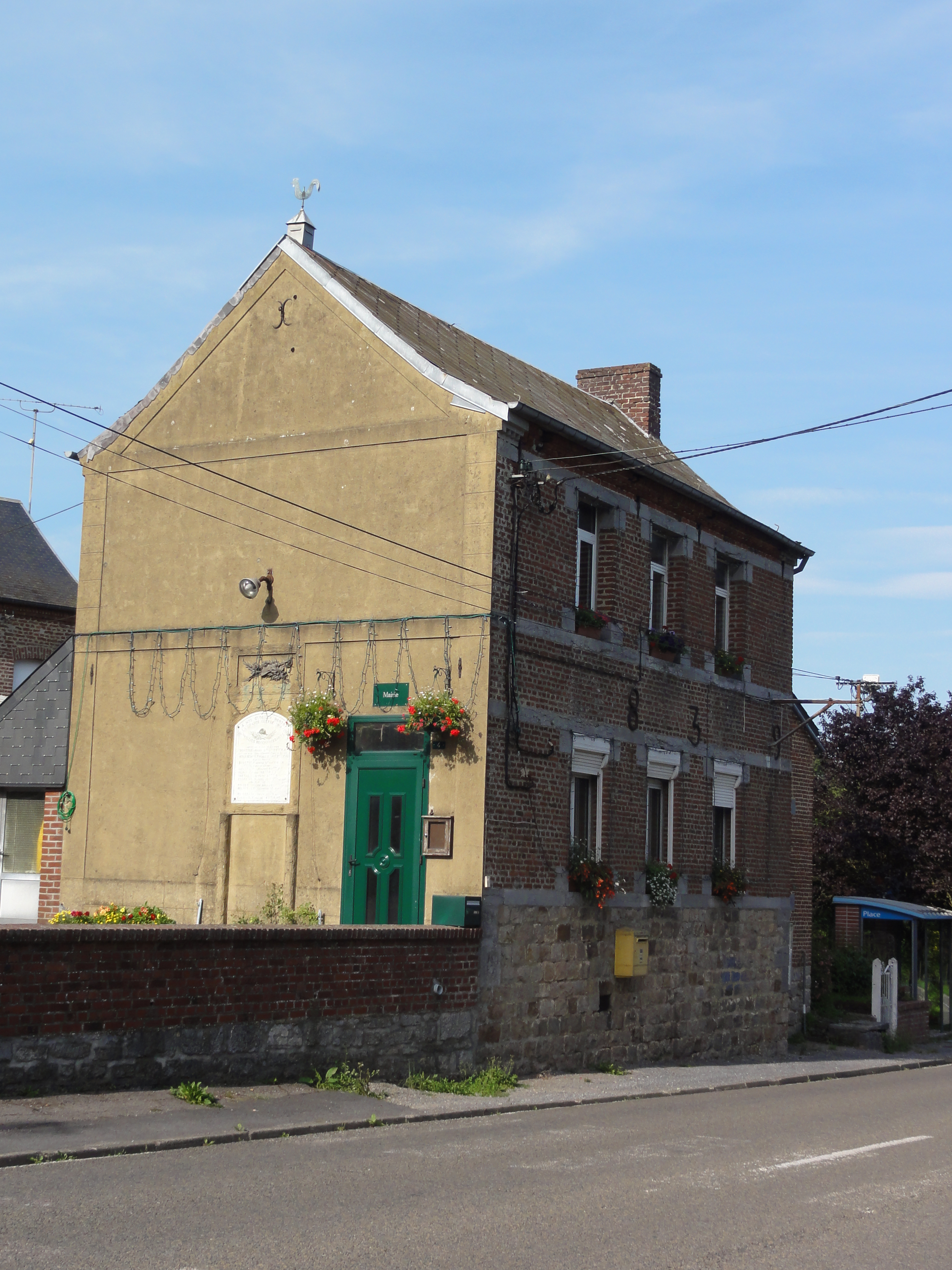
La mairie en 2011, avant sa rénovation.
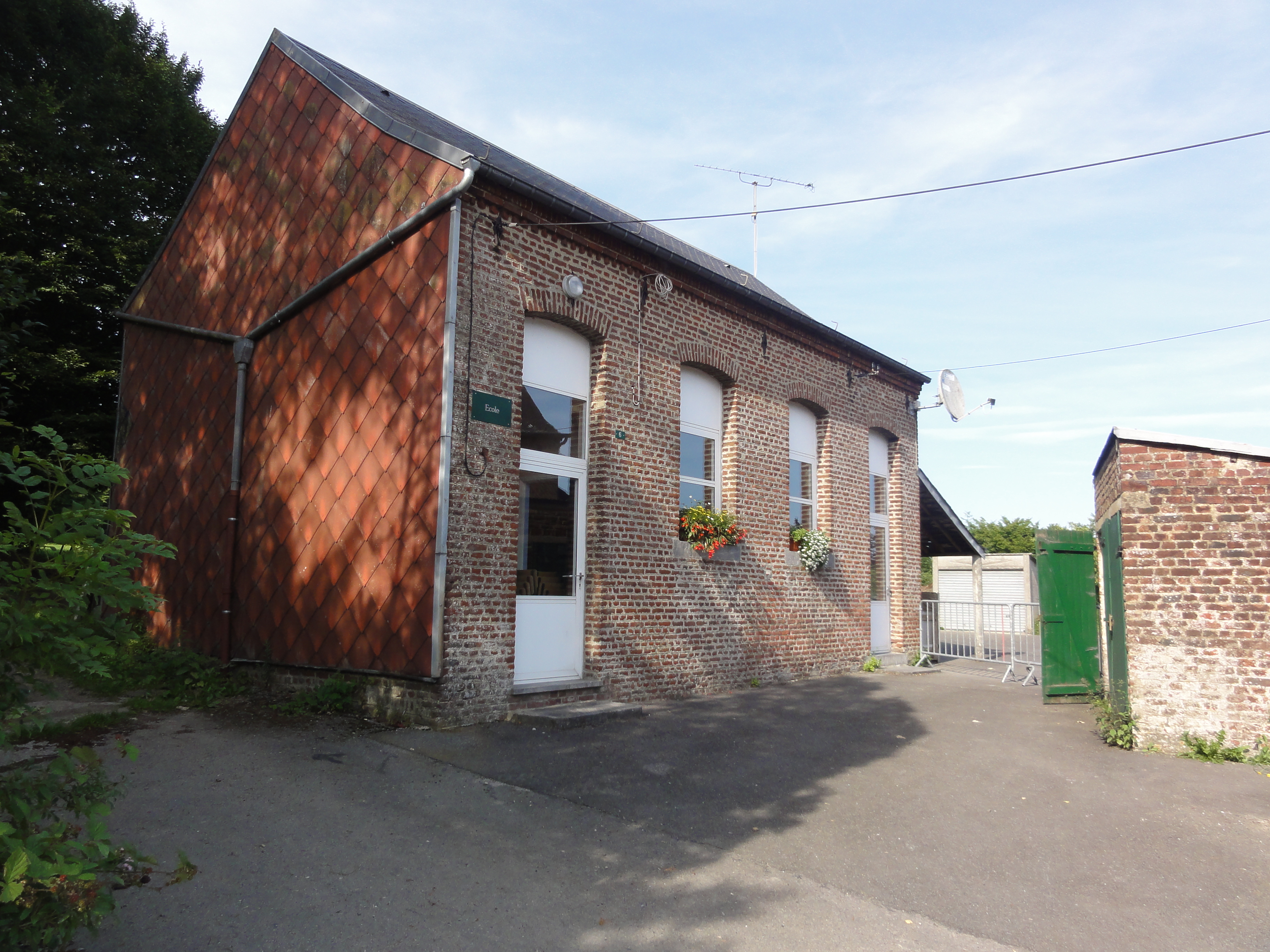
L'ancienne école.
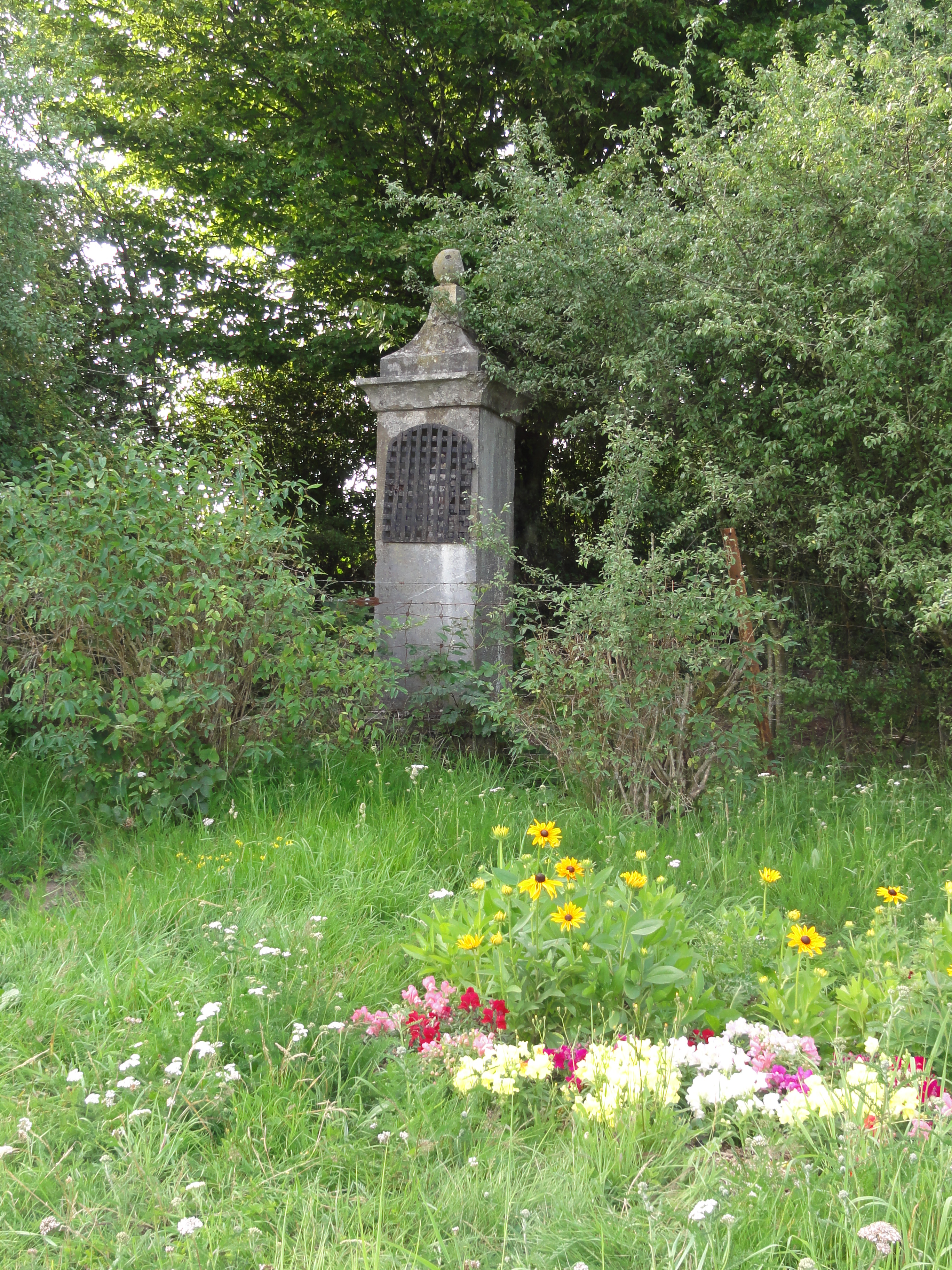
L'oratoire.
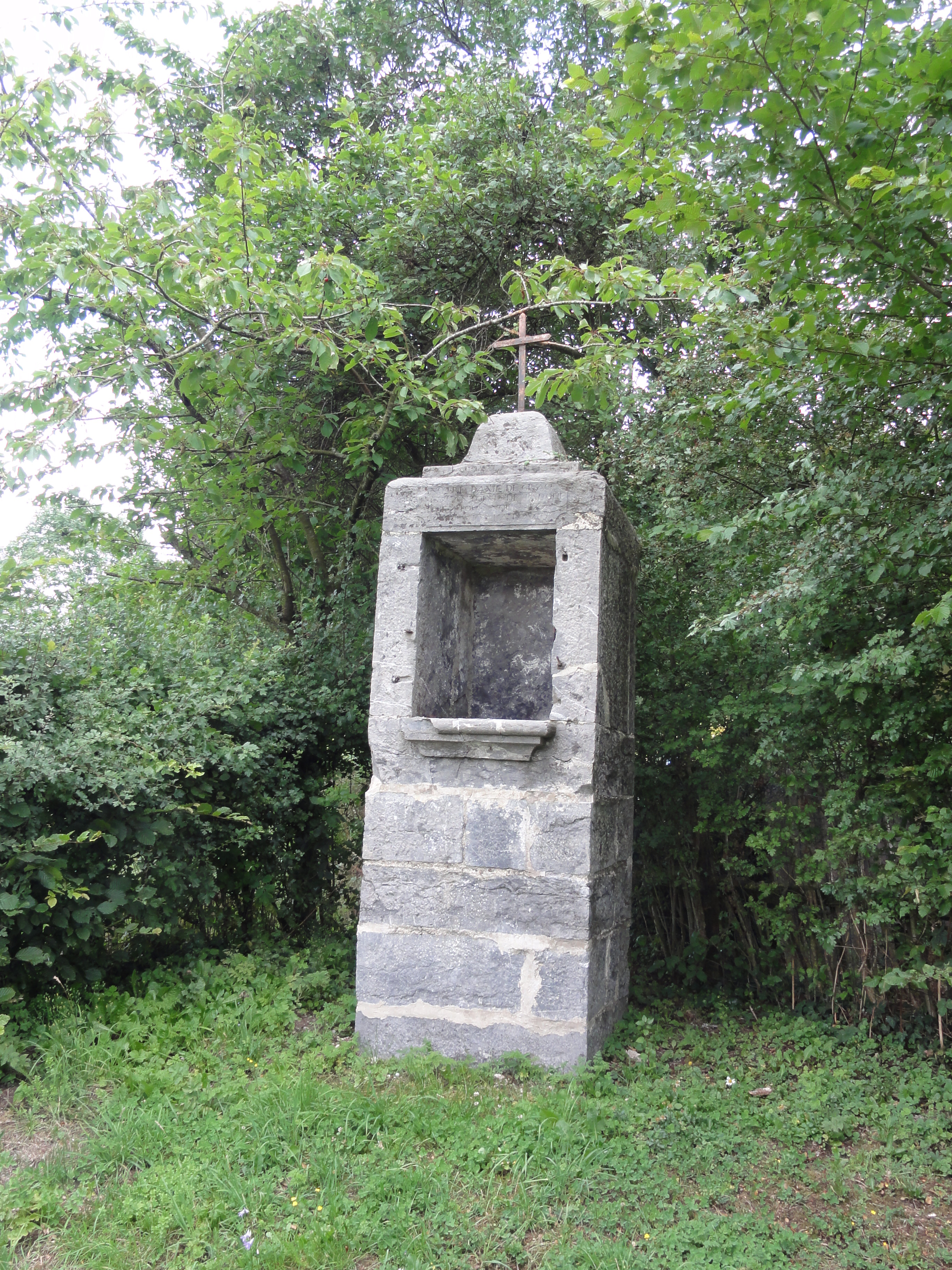
N.D. de Grâce et St. Antoine de Padoue.
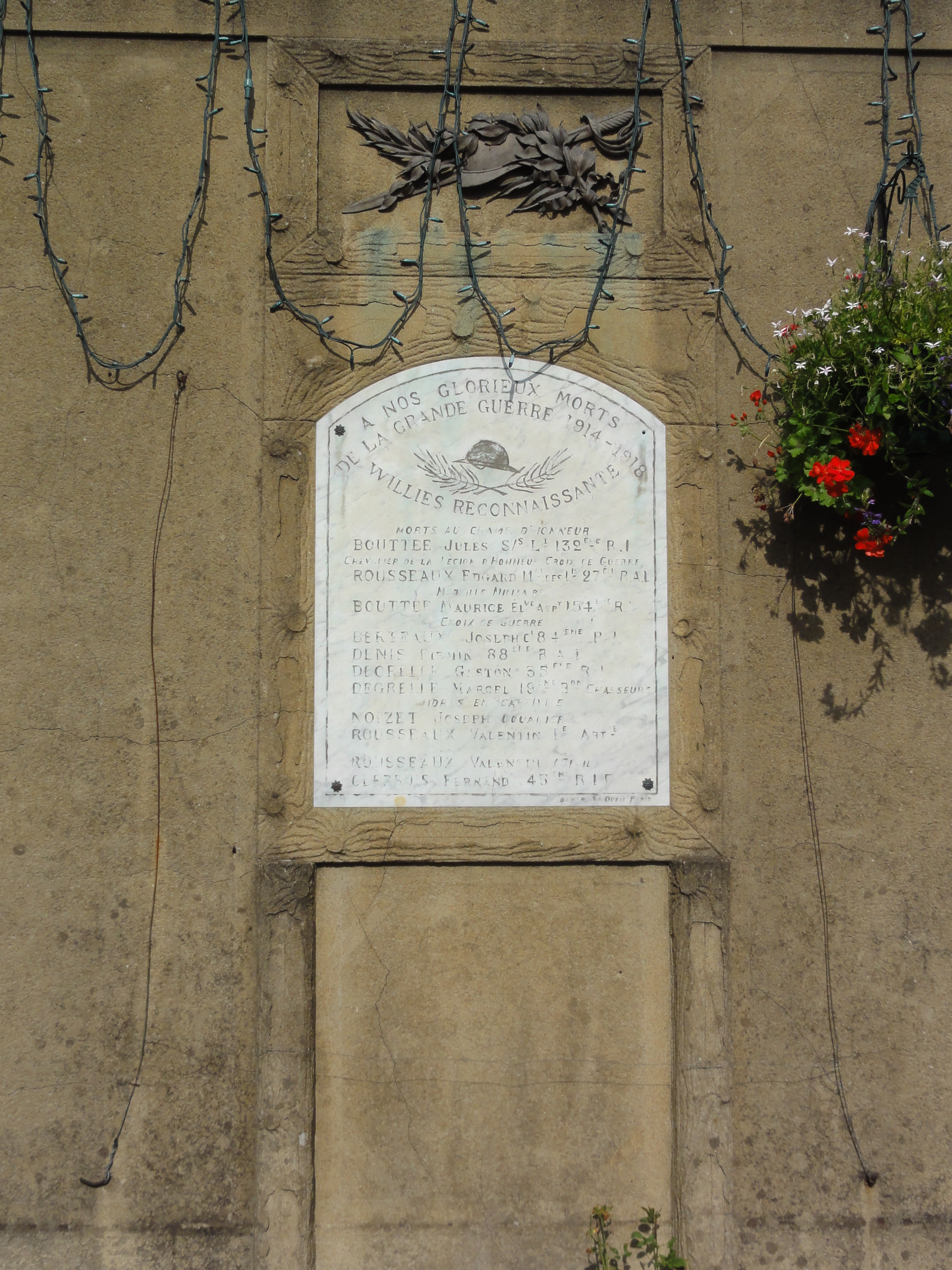
Le monument aux morts.
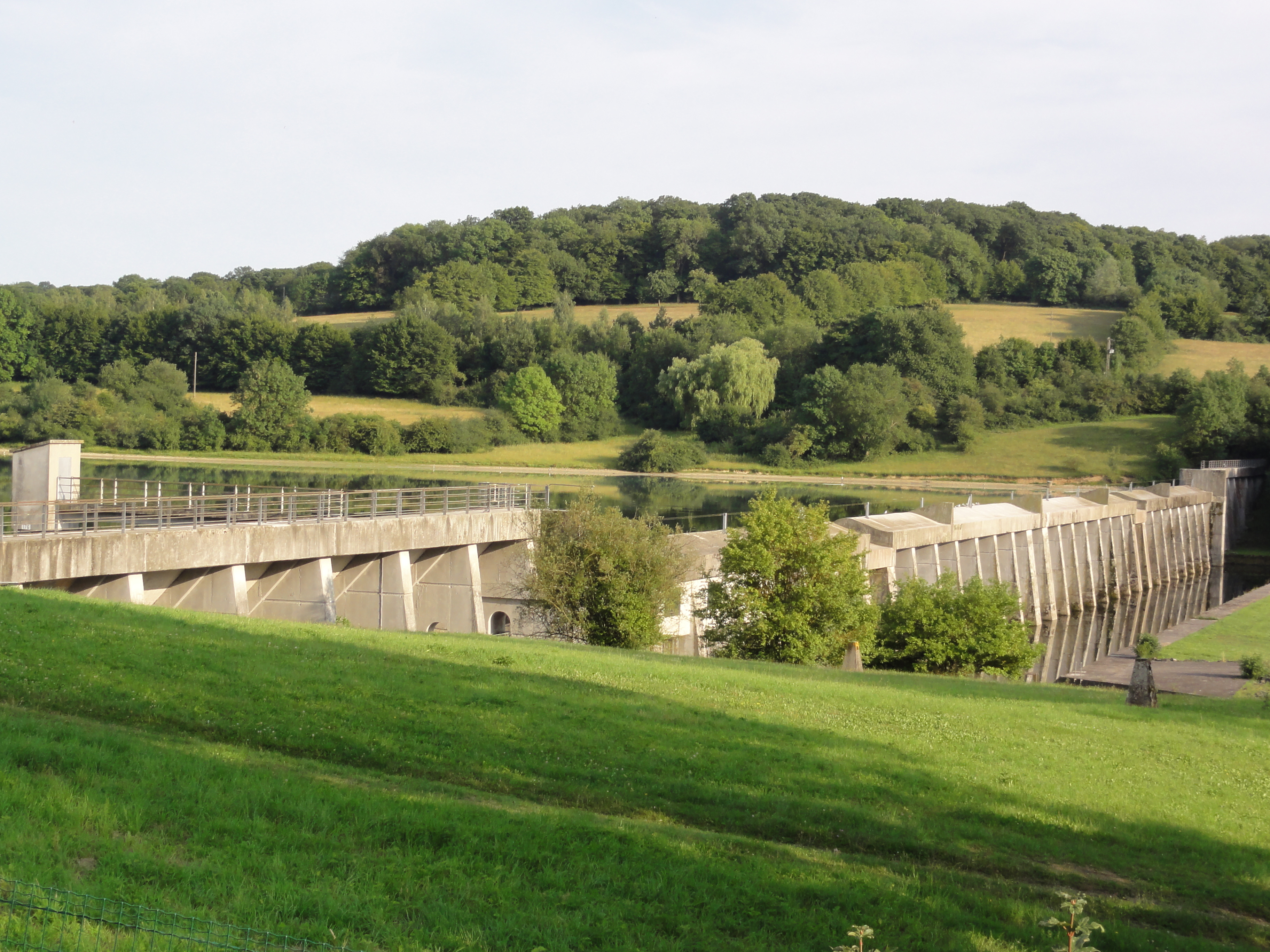
Bocage, forêt et barrage sur l'Helpe majeure, Val Joly.

### Héraldique
| Blason de Willies | Blason  | De gueules à deux fasces bretessées et contre-bretessées d'argent ; au franc-canton de gueules à trois pals de vair et au chef d'or. |
| Blason de Willies | Détails | Le statut officiel du blason reste à déterminer.                                                                                     |